# 第二次世界大战欧洲战场
第二次世界大戰在歐洲戰場（英語：European theatre of World War II）是二战期间两个主要战区之一，从1939年9月1日德国入侵波兰正式开始，最终以西方盟国征服西欧大部分地区结束，苏联征服东欧大部分地区，包括德国首都柏林，德国于1945年5月8日无条件投降，但战斗一直持续到1945年5月25日。1945年6月5日，德国签署了《柏林宣言》，宣布德国无条件向四个战胜国投降。盟军在两条主要战线（东线和西线）与轴心国作战，但也包括意大利战役和波兰战役，战略轰炸以及毗邻的地中海和中东战区，还有其它规模不等的战线。

## 战前事件
德国在第一次世界大战战败,《凡尔赛条约》对德国设定了严苛的惩罚条件，包括巨额战争赔款、领土损失（有些是暂时的）、战争罪、军备控制以及经济削弱。许多德国人将战后的经济崩溃归咎于凡尔赛条约，怨恨导致了政治不稳定，促使阿道夫·希特勒和纳粹党上台。
德国退出国际联盟后，意大利和德国根据《钢铁条约》组成了罗马-柏林轴心。东条英机领导的日本也加入轴心国。日本和德国已经在1936年签署了《反共产国际协定》，以对抗苏联共产主义的威胁。其它一些国家后来也在战争中加入了轴心国。

## 欧洲战争爆发
纳粹德国和苏联一直处于敌对状态，但《慕尼黑协定》将捷克斯洛伐克（法国和苏联的盟友，也是中欧仅存的总统制民主国家）出卖给德国后，政治现实允许苏联与德国谈判签署一项互不侵犯条约（《莫洛托夫-里宾特洛甫条约》），其中包括一项将波兰、立陶宛、拉脱维亚、爱沙尼亚，罗马尼亚和芬兰划分为苏德两国各自势力范围的秘密议定书。
欧洲全面战争始于1939年9月1日黎明，德国使用闪电战入侵波兰，英国和法国都承诺保护波兰并保证其独立。1939年9月3日，英国和法国向德国宣战，其它盟国也紧随其后。英国远征军被派往法国。然而，在整个战争期间，法国和英国军队都没有向波兰提供任何重大援助，除萨尔攻势外，德法边境基本保持平静。这一时期的战争通常被称为假战。
9月17日，苏联入侵波兰，但对西方大国保持中立，波兰流亡政府前往罗马尼亚。波兰在五周内沦陷，最后一支大部队在科克战役后于10月6日投降。随着波兰战役的结束，希特勒在承认德国在欧洲大陆主导地位的基础上向英国和法国提供了和平协议，10月12日英国正式对德国提出的和平协议拒绝。
虽然东欧进行了一场相对快速的战役，但在法德边境，战争进入了一个平静期。大国之间基本的不对抗、不战斗时期一直持续到1940年5月10日德国发动入侵。

## 德国与苏联瓜分北欧

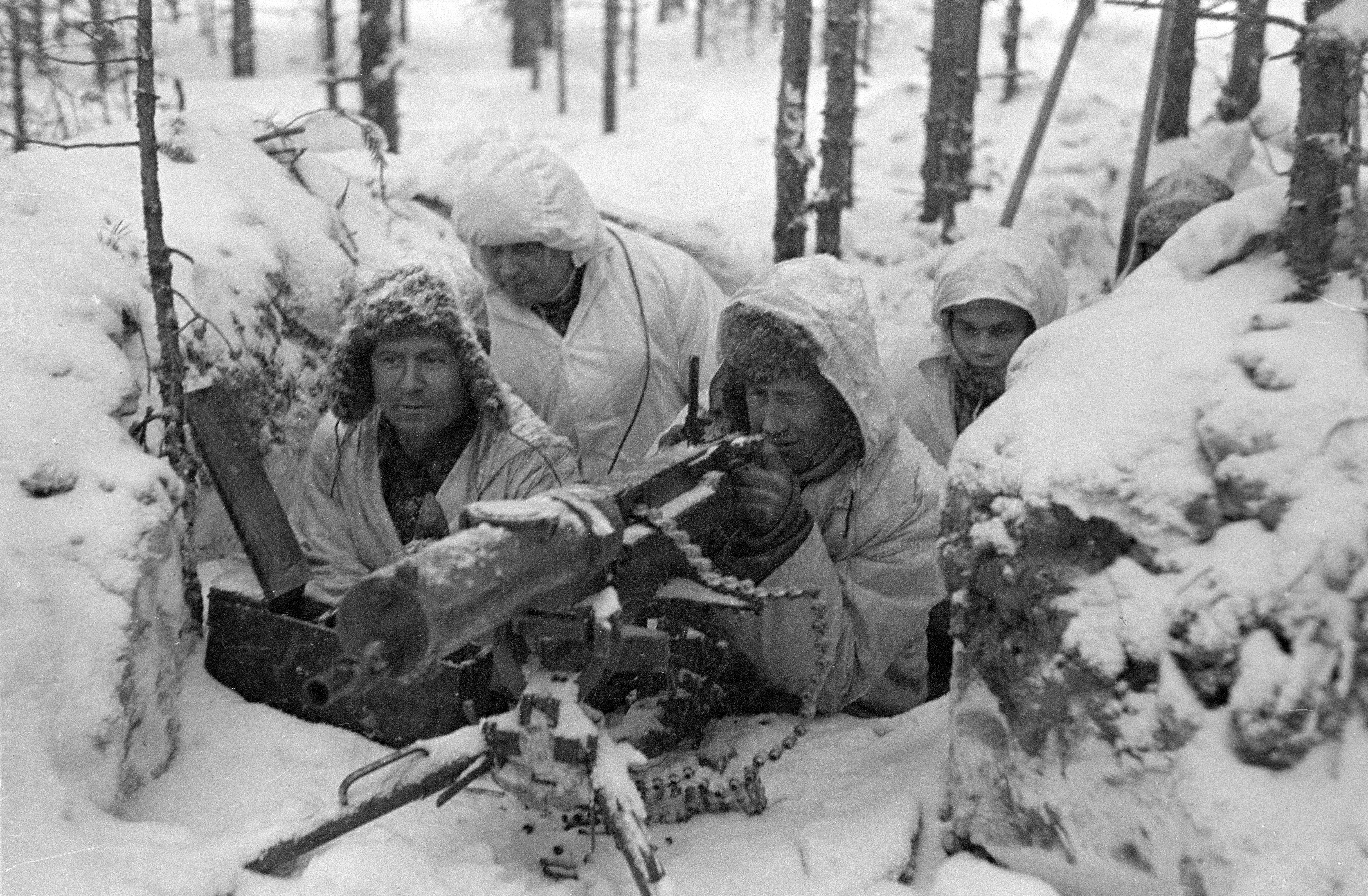
冬季战争期间的芬兰士兵

其它几个欧洲国家也卷入了战争。1939年9月28日，苏联向爱沙尼亚、拉脱维亚和立陶宛发出最后通牒，威胁进行军事入侵，从而迫使三国缔结互助条约，赋予苏联在波罗的海三国建立军事基地的权利。1939年10月，苏联向芬兰提出了类似的要求，但遭到拒绝，导致苏联于11月30日入侵芬兰，冬季战争爆发。
苏联没有实现吞并芬兰的目标。在1940年4月的《莫斯科和平协定》中，芬兰割让了9%的领土，包括卡累利阿和萨拉的部分地区。芬兰人对和平条约中失去的土地比在战场上失去的还要多感到愤怒，也对世界缺乏同情感到愤怒。
在斯堪的纳维亚半岛其它地区，德国于1940年4月入侵丹麦和挪威。作为回应，英国占领法罗群岛（丹麦领土），并入侵和占领了冰岛（一个效忠丹麦国王的主权国家）。瑞典在战争中能够保持中立。
波罗的海共和国于1940年6月被苏联军队占领，并于1940年8月正式并入苏联。

## 西方战线

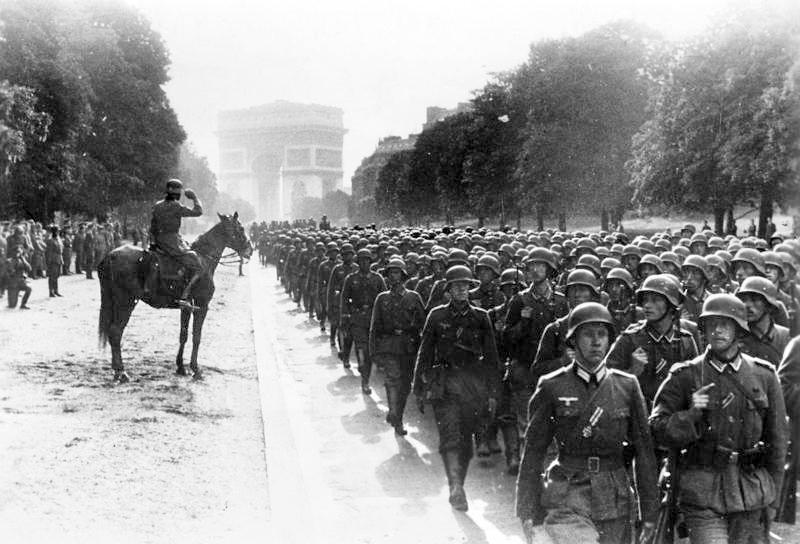
法国沦陷后驻巴黎的德国军队

1940年5月10日，假战结束，德国全面入侵中立国比利时、荷兰和卢森堡，并绕过法国沿德国边境的马其诺防线入侵法国。在占领荷兰、比利时和卢森堡后，德国转而反对法国，于5月13日通过阿登进入法国，法国认为该地区的地形使坦克和车辆无法通行，因此该地防御不足。大多数盟军都在佛兰德斯，预计第一次世界大战的施利芬计划将重新实施，并与法国本土隔绝。因此，加上德国优越的通信和战术，法国战役只持续了六个星期；远远短于几乎所有战前盟军的想法。6月10日，意大利向法国和英国宣战，但在这场战役中没有取得任何重大成功。法国政府逃离巴黎，法国于6月22日投降。为了进一步羞辱法国，希特勒安排在1918年签署德国投降书的同一辆铁路客车上的贡比涅森林签署投降书。投降将法国分成两大部分；北部由德国控制，南部由法国控制，以维希为基地，被称为维希法国，是一个德国扶持的傀儡国家。许多法国士兵以及其它被占领国的士兵逃到了英国。戴高乐将军宣布自己是自由法国的合法领导人，并发誓要继续战斗。在出乎意料的迅速胜利之后，希特勒在1940年的陆军元帅典礼上提拔了12名将军为陆军元帅。
签署《苏德互不侵犯条约》的苏联外交部长维亚切斯拉夫·莫洛托夫向德国表示祝贺：
值此德国国防军取得辉煌成就之际，我们苏联政府致以最诚挚的祝贺。古德里安的坦克在苏联燃料的推动下突入阿布维尔附近的大海，德国的炸弹将鹿特丹夷为平地，里面装满了苏联的焦木蛋白，击中从敦刻尔克撤退的英国士兵的弹壳是由苏联的铜镍合金铸造的……
1941年4月24日，苏联对位于德国占领区的维希政府给予了充分的外交承认。
法国的沦陷使英国孤立无援。英国首相内维尔·张伯伦在战争中辞职，由温斯顿·丘吉尔接任。英国军队的大部分从法国北部的敦刻尔克撤退，数百艘小型民用船只被用来将部队从海滩运送到等待的军舰上。有关德军装甲师如果向前推进，是否可以单独击败这些士兵，有很多争论，因为坦克师过度扩张，需要大量改装；无论如何，希特勒选择听从纳粹德国空军领导人赫尔曼·戈林的建议，允许德国空军单独攻击盟军，直到德国步兵能够前进，给英国军队一个撤离的时间。后来，许多撤离的部队成为诺曼底登陆的重要组成部分。
英国拒绝了德国几次秘密和平谈判。德国在占领的法国北部集结空军，为可能的入侵做好准备，代号“海狮计划”，认为空中优势对入侵至关重要。德国空军对抗英国皇家空军的行动被称为不列颠战役。最初，德国空军集中力量在地面和空中摧毁英国皇家空军。后来，他们在闪电战中转而轰炸英国主要和大型工业城市，试图将英国皇家空军的战斗机击退并彻底击败，但这两种方法都没有成功将英国皇家空军减少到可以获得空中优势的程度，对英国的入侵计划在1940年9月暂停。
闪电战期间，英国所有主要工业、教堂和政治场所都遭到了猛烈轰炸。伦敦遭受的损失尤其严重，几个月的几乎每晚都遭到轰炸。其它目标包括伯明翰和考文垂，以及具有重要战略意义的城市，如普利茅斯海军基地和赫尔河畔金斯敦港。由于欧洲没有地面部队发生直接冲突，空中战争引起了全世界的关注，虽然英国皇家海军参加了大西洋战役，英国突击队的多次突袭被占领的欧洲目标。丘吉尔在谈到参加战斗的英国皇家空军人员时有一句名言：“在人类冲突领域，从来没有这么多人欠这么少人这么多”。

## 空战

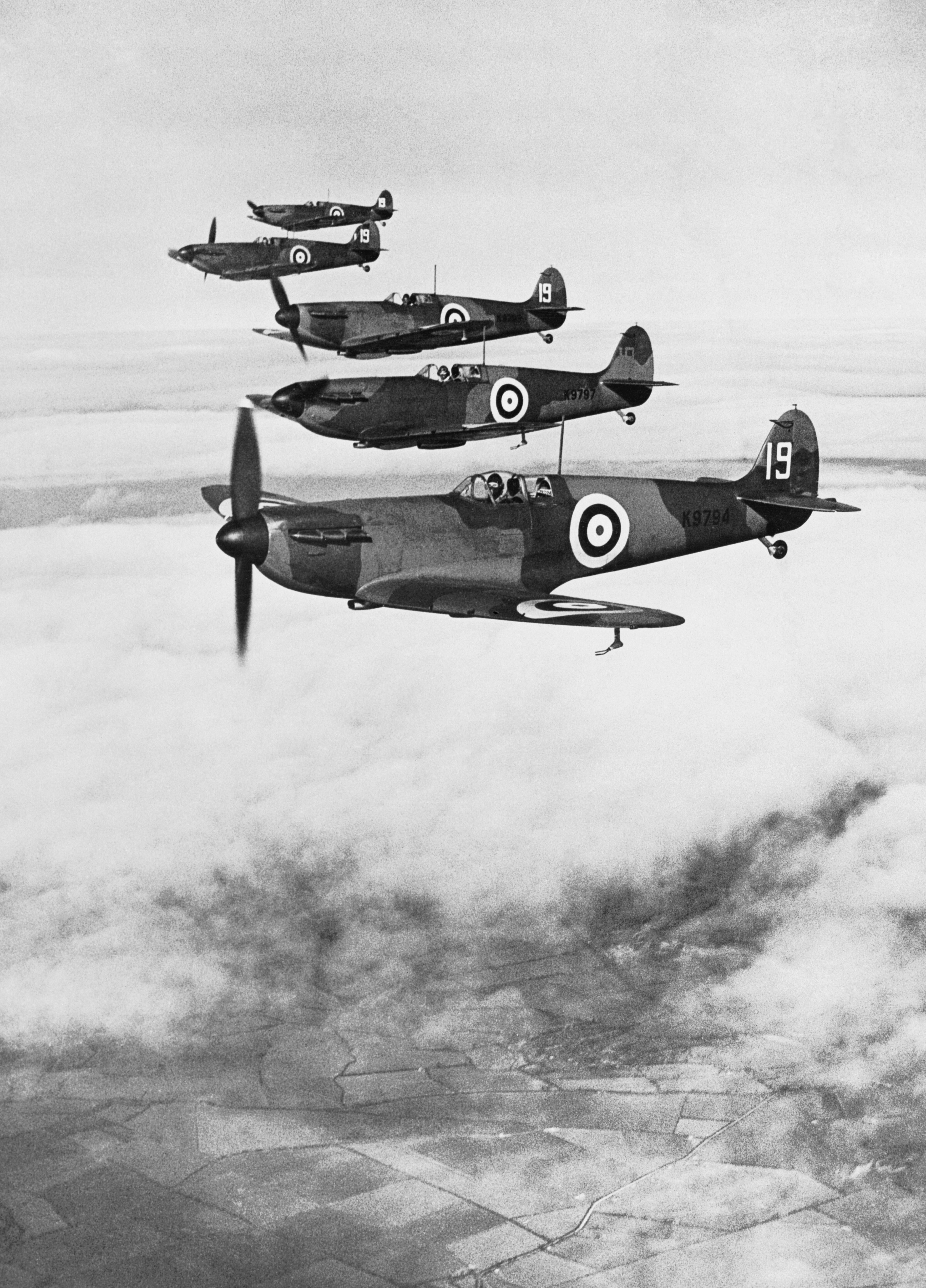
英国皇家空军超级海军陆战队喷火战斗机，在英国战役中与霍克飓风一起广泛使用

欧洲战区的空战于1939年开始。
战前人们对“轰炸机总是能通过”的期望是，轰炸机袭击敌方城市会引起大规模恐慌和迅速崩溃。因此，英国皇家空军组建了一支大型战略轰炸机部队。相比之下，纳粹德国的空军理论几乎完全致力于支援军队。因此，德国轰炸机比英国轰炸机小，德国从未开发出完全成功的重型轰炸机，相当于英国蘭開斯特轟炸機或美国B-17轟炸機，只有同样大小的He 177轟炸機投入生产，并在战争后期与德国空军一起执行此类任务。
不列颠战役期间，德国最初对英国的轰炸机袭击目标是英国皇家空军的机场；从1940年9月7日到1941年5月10日，“闪电战”的目标是英国城镇。
在放弃任何入侵英国的想法后，德国空军的大部分兵力被转移到了对抗苏联的战争中，使德国城市容易受到英国和美国的轰炸。1944年6月，英国被美国和其它盟国用作开始诺曼底登陆和解放纳粹德国占领的西欧的基地。尽管如此，德国仍继续对英国城市进行突袭，但在战争后期的规模较小，破坏性较小，后来的V-1飞弹和V-2火箭都被用于对付英国。随着英国皇家空军轰炸机司令部的实力增强，投掷的炸弹吨位发生了很大变化，空战更有利于英国空军。
英国在白天的轰炸造成了许多损失和少量结果；因此，英国选择在夜间作战，同时用轰炸机建立战略力量。到1942年，英国皇家空军轰炸机司令部可以在一个德国城市上空部署1000架轰炸机。
在巴巴罗萨行动的最初阶段，纳粹德国空军消灭了大多数苏联空军。苏联只有在盟军的帮助下才能在战争后期重新获得空军，飞机主要由北极护航队运送。
从1942年起，英国轰炸机司令部得到了美国陆军航空军第八航空队的补充，美国陆军航空队被部署到英国，于1942年7月4日加入对欧洲大陆的进攻。英军轰炸机于夜间突袭，美军白天突袭。“蛾摩拉行动”是针对德国的汉堡大轰炸（1943年7月24日-1943年7月29日），并引发了一场大火，造成大规模破坏和生命损失。
1945年2月14日，德累斯顿轰炸引发了历史上最具破坏性的火灾之一，造成18000至25000人死亡。而汉堡大轰炸、对东京的燃烧弹袭击以及对广岛（1945年8月6日）和长崎（1945年八月9日）的核打击也在单一袭击中造成多人死亡。

## 地中海和其它欧洲国家

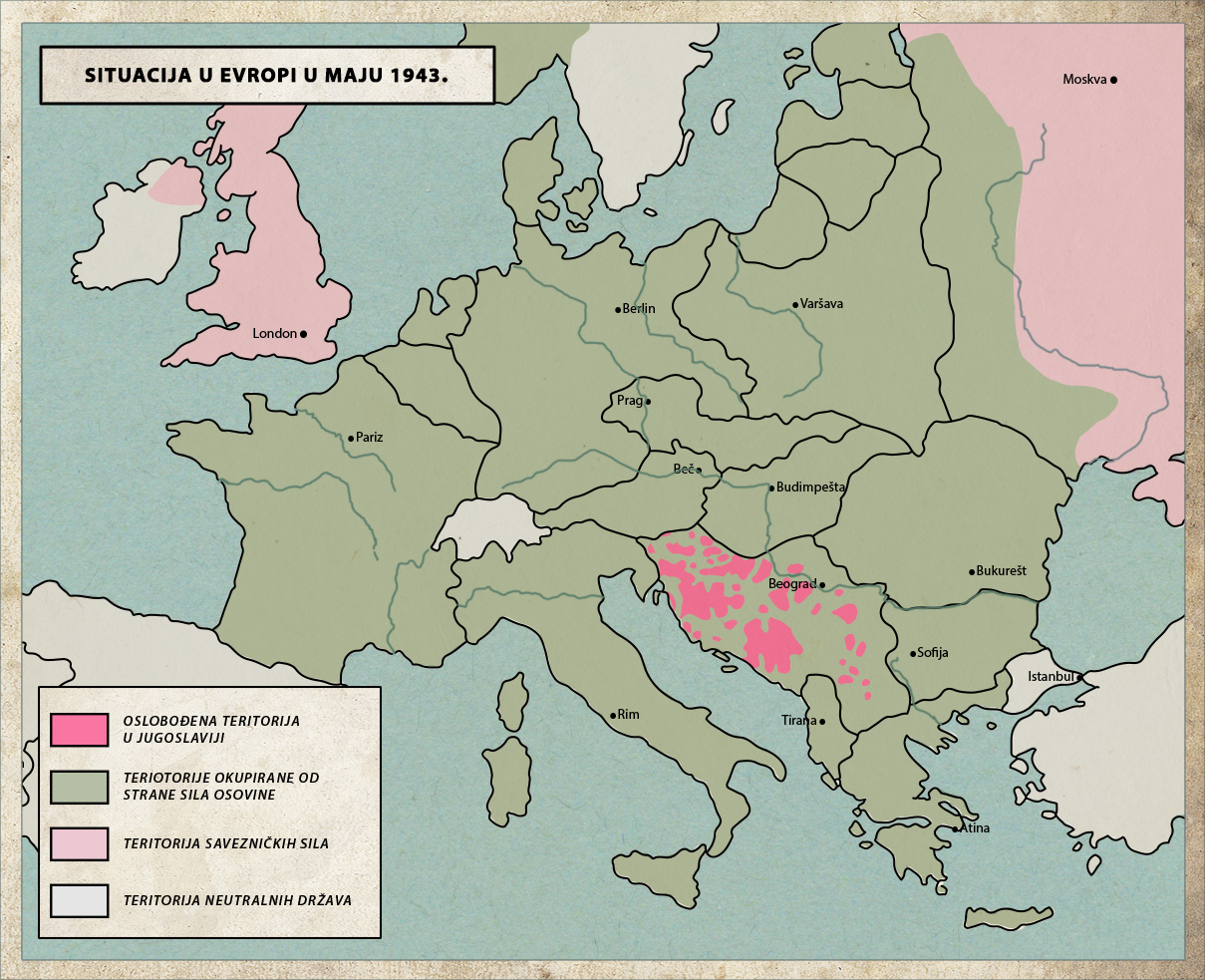
1943年5月，南斯拉夫人民解放军和游击队解放了领土

地中海和中东是第二次世界大战期间的一个主要战区。战场包括意大利、巴尔干半岛、南欧、马耳他、北非和中东。
战前，意大利入侵阿尔巴尼亚并正式吞并。1940年6月10日，意大利向英国和法国宣战，并于10月28日入侵希腊。然而，意大利军队无法与德国在西北欧的成功相提并论，直到德国的支援，希腊才被轴心国占领。希腊战役期间，德国在意大利、匈牙利和保加利亚的支持下入侵南斯拉夫。欧洲大陆被征服后，德国入侵克里特岛，即克里特岛战役。在巴尔干半岛安全的情况下，德国及盟友袭击了苏联。巴尔干战役则推迟了这次入侵，随后阿尔巴尼亚、南斯拉夫和希腊的抵抗组织束缚了一些轴心国军队，这为苏联提供了急需的、可能是决定性的救济。
直到轴心国军队在北非被击败，南欧的战斗才恢复。轴心国在非洲战败后，盟军入侵意大利，并在漫长的战役中通过入侵意大利北上。对意大利的入侵导致该国转向同盟国，墨索里尼被迫下台。虽然发生政变，但法西斯分子和德国占领军仍然控制着意大利北部。在意大利北部，德国任命墨索里尼为意大利社会共和国的首脑，以表明轴心国军队仍在那里掌权，是一支需要对付的力量。然而，墨索里尼已经成为是德国的傀儡统治者。
在亚得里亚海，南斯拉夫人民解放军和游击队从西方盟国获得了一些物资和援助，与轴心国作战。1944年末，前进的苏联军队加入了它的行列，并将剩余的德国军队赶出巴尔干半岛。
到1945年4月，在盟军的持续进攻下，德军在意大利北部的各条战线上撤退，盟军占领了南斯拉夫。地中海和中东战区的战斗于4月29日结束。5月2日，驻意大利德军总司令海因里希·冯·菲廷霍夫元帅向地中海地区盟军最高指挥官哈罗德·亚历山大元帅投降。而希腊内战一直持续到1949年底，希腊政府军在美国和英国的援助下击败了狄托和苏联支持的共产主义游击队。

## 东方战线

### 苏联最初的失利

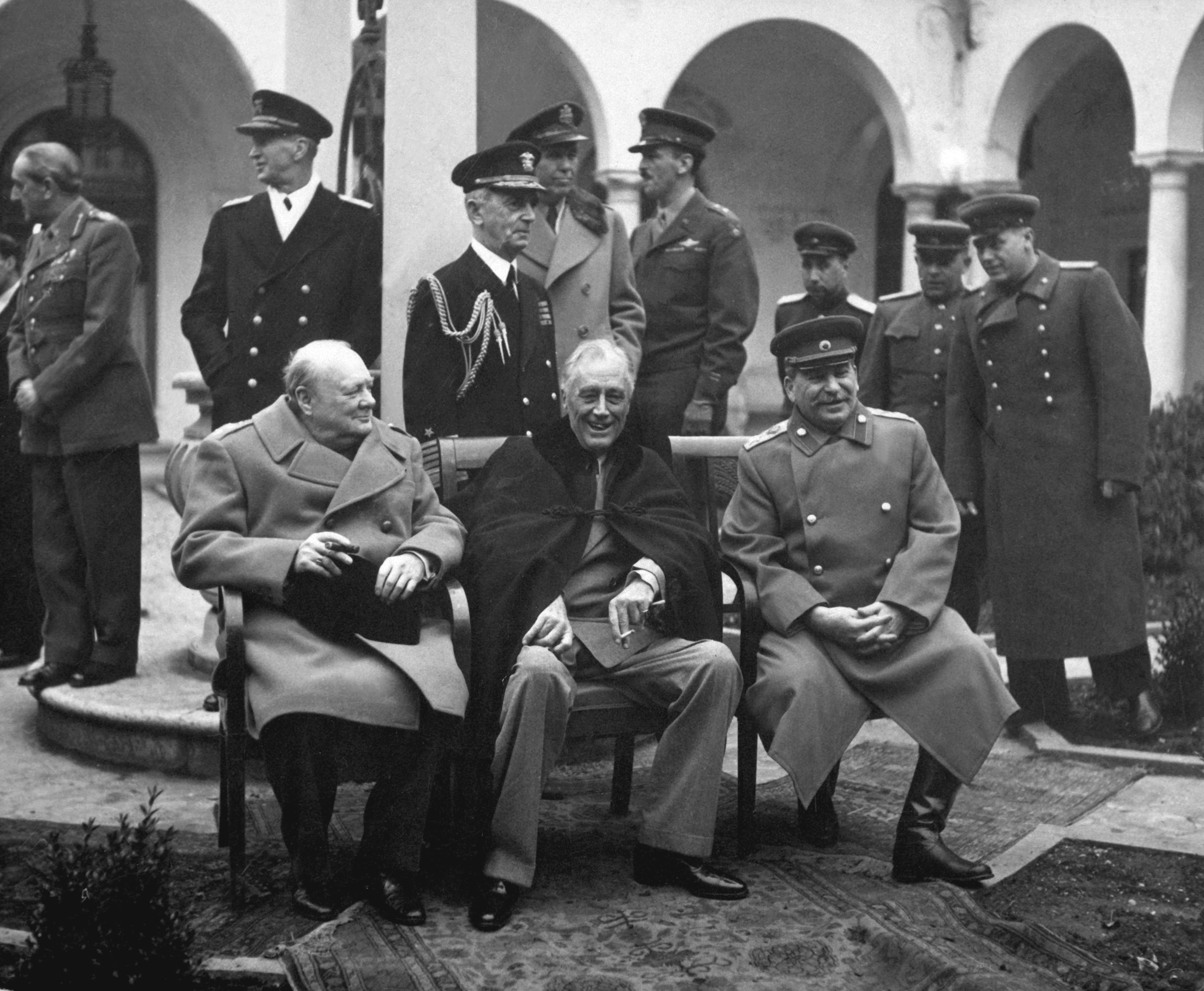
1945年雅尔塔会议上的盟军领导人。从左至右：温斯顿·丘吉尔（英国）、富兰克林·罗斯福（美国）和约瑟夫·斯大林（苏联）

1941年6月22日，德国发动巴巴罗萨行动入侵苏联。这是有历史记录以来规模最大的战争，引发了世界历史上最血腥的冲突：苏德战争，也称为第二次世界大战东方战线。人们普遍认为这是人类历史上最致命的冲突，导致3000多万人死亡，比二战期间所有战区的总和还要多。
入侵当晚，苏联军队收到了季莫申科元帅和陆军上将格奥尔基·朱可夫签署的指示：“不要回应任何挑衅”和“没有具体命令就不要采取任何行动”。德军入侵的最初几周对苏军来说是毁灭性的。大量的苏联军队被包围在口袋，落入纳粹德国手中。除了德国，意大利、匈牙利、罗马尼亚和芬兰也参与了这场战争。芬兰最初宣布中立；但由于德国和苏联军队都在芬兰领土上，当苏联于6月25日袭击芬兰时，芬兰准备与德国联合，也被称为继续战争。在法西斯独裁者弗朗西斯科·佛朗哥的领导下，向东线派遣西班牙蓝色师，为轴心国提供军事援助。
巴巴罗萨行动有几个根本性缺陷。其中最严重的是后勤情况。在苏联，遥远的距离意味着德国只能前进这么远，才能超越其供应链。德国的一个关键错误是，巴巴罗萨的时间表是基于苏联将在冬季来临前崩溃的假设而制定的。1941年12月5日，当德国的进攻在莫斯科之前停止时，它已经无法再继续，根本没有足够的物资到达前线进行适当的防御行动，更无法展开进攻。
在漫长的撤退过程中，苏联采取了焦土政策。他们在德国前进前撤离时烧毁了农作物并摧毁公用设施，这加剧了德国的后勤问题。更重要的是，苏联还成功将其工业资源从受威胁的战区大规模、前所未有地转移到了更东部的保护区。
战争的延长超出了德国预期，这意味着德军在冬季条件下作战并且在苏军的反击中遭受了数十万人的伤亡。
虽然由于物资短缺和冬季来临，德军的前进陷入停顿，但德国还是征服了大量领土，以及苏联五分之二的经济。事实证明，击退德军很困难，并最终使苏联付出了高昂的代价。
入侵几个月后，德军行进至列宁格勒南部围攻该市（列宁格勒围城战），列宁格勒也被芬兰军队从北部封锁。芬兰总司令曼纳海姆在斯维里河停了下来，没有攻击这座城市。希特勒下令列宁格勒必须“从地球表面消失”，并将其全部人口灭绝。德国国防军没有突袭这座城市，而是被命令封锁列宁格勒，用轰炸机和大炮袭击，以困死这座城市。列宁格勒围城战大约有100万平民死亡，其中80万死于饥饿。围城持续了872天，进入城市的唯一陆路是冬季穿过德国和芬兰之间结冰的拉多加湖。

### 1942年夏季战役与斯大林格勒

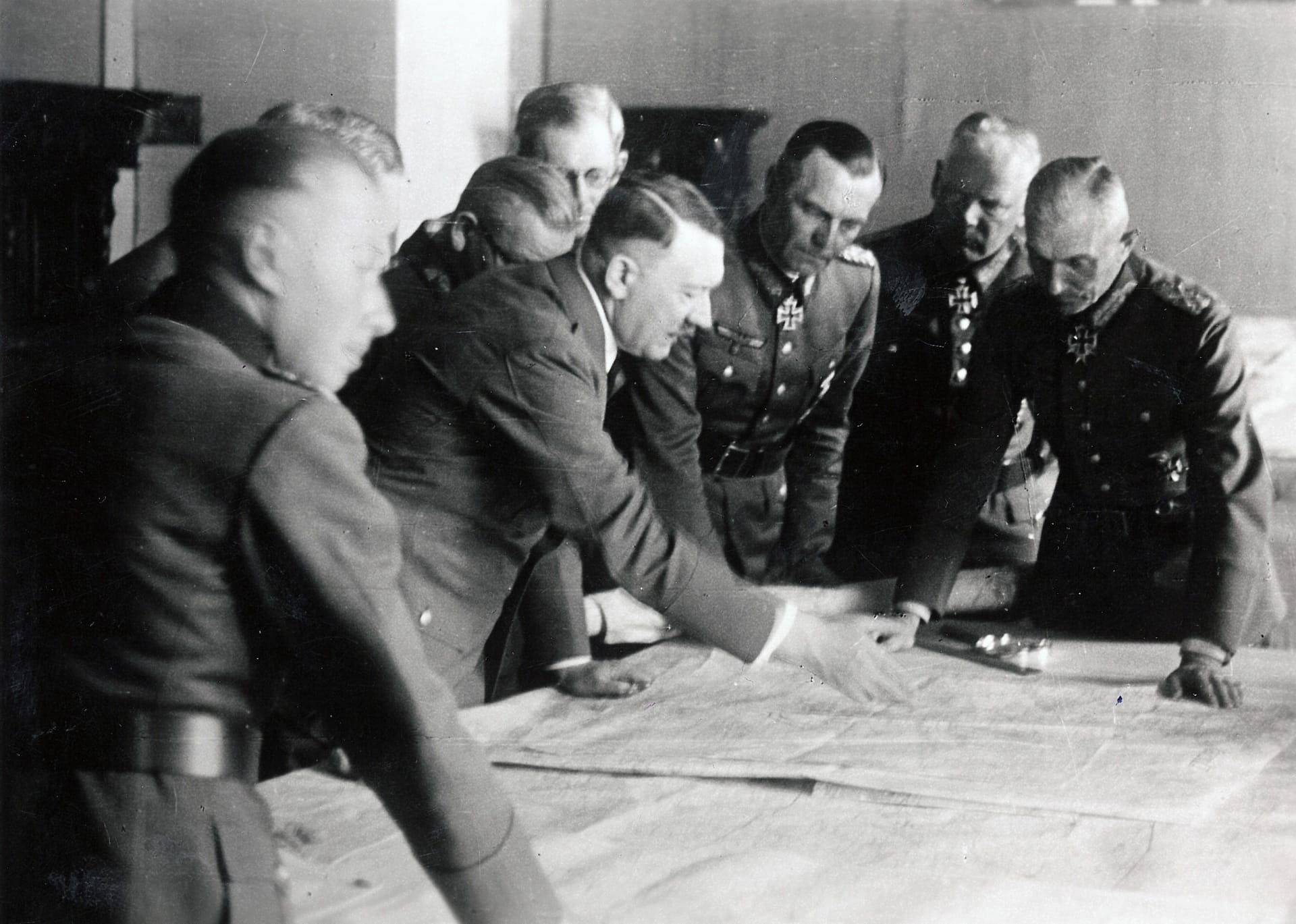
1942年6月，阿道夫·希特勒与弗里德里希·保卢斯、阿道夫·豪辛格和费多尔·冯·波克将军在德国占领的乌克兰波尔塔瓦

在经历了1941-1942年的冬季之后，德军为进一步的进攻行动做准备。纳粹战争机器在第二次世界大战中面临的主要问题之一是石油短缺。因此德国决定暂时推迟攻占莫斯科，1942年夏季攻势决定将重点放在苏联南部，目标是高加索油田。与此同时，苏联也有自己的战争计划。
战争初期的苏联变成了一场战略灾难，其南部侧翼几乎被摧毁。幸存的苏军被迫向东撤退数百公里，德军的前进几乎没有受到抵抗。但希特勒犯了一个重大错误，将南方集团军分为两个小组，A集团军将进攻高加索地区，B集团军将向斯大林格勒（现伏尔加格勒）推进。
希特勒的优柔寡断、高级军官的异议以及过度延长的补给线，导致军队在斯大林格勒长期巷战中最终失败并撤退。德国占领了城市90%以上的土地，但为了击败剩余的苏联守军，该地区几乎所有的德国士兵都被投入了城市的废墟中。在城市废墟中长达数月的激烈肉搏战耗尽了军队，只剩下罗马尼亚和匈牙利军队守卫斯大林格勒集团军的侧翼。在天王星行动中，苏联在进行大规模包围行动时击败了轴心国军队。城市中的轴心国军队被围困——在严冬中被切断了供应线，忍饥挨饿，而希特勒命令他们战斗到最后。
由于缺乏食物、燃料、弹药和衣服，包围圈逐渐缩小，残余德军于1943年2月2日投降。为了阻止投降，希特勒提拔第六集团军司令弗里德里希·保卢斯为元帅，因为以前没有这样级别的德国人投降。斯大林格勒战役是历史上代价最高的战役之一，双方都遭受了沉重的损失。大约150万人在这场战斗中丧生，包括该市10万平民。

### 斯大林格勒战役之后
斯大林格勒战役后，战争主动权从德国手中转移，但尚未完全被苏联夺取。1943年春，德国陆军元帅埃里希·冯·曼施坦因的部队进行了一次绝望的反击（第三次哈尔科夫战役），暂时阻止了苏联的前进。库尔斯克战役是德军在东线的最后一次大规模进攻。苏军在战役之前掌握了关键情报，并在库尔斯克突出部准备了大规模的纵深防御，苏军在被突破48公里后阻止了德军装甲部队的进攻。库尔斯克战役后，红军占据了上风，在战争的剩余时间里，红军总体上处于攻势。苏联的国家实力使其能够克服人力和物资的巨大损失。苏联的成功促使盟军在欧洲西线采取了更为成功的举措，因为纳粹德国在东部陷入了代价高昂的防御战争，保卫了其不断缩小的被占领土。
1944年6月，苏军通过巴格拉季昂行动将敌人赶出苏联领土，随后控制了东欧轴心国罗马尼亚、保加利亚和匈牙利，将邻国从德国军队手中解放出来并将共产党领导的政府强加于“解放”的国家。其中一些国家加入了同盟国与纳粹德国作战，到1944年底，纳粹德国成为欧洲仅存的轴心国。芬兰在继续战争后保持独立，随后与轴心国作战并将更多领土割让给苏联。
1945年2月，苏军进攻到德国的心脏地带，最终以红军占领柏林而告终。欧洲战争的结束使苏联除了1941年征服东欧外，还控制了中欧和东南欧的大片地区。

### 东线的影响
第二次世界大战期间死亡的苏联公民比所有欧洲国家的总和还要多。纳粹主义认为斯拉夫人是“次等人类”，德国军队实施了大规模种族灭绝。在许多被纳粹占领的城市里，平民被围捕并活活烧死，或者被别动队枪杀。至少2700万平民和军事人员在战争中丧生。
800万红军在东线面对德军及盟友时牺牲。轴心国军队损失600多万军队，无论是由于战斗、受伤、疾病、饥饿，许多人被当作战俘扣押，其中约10%死于后方。
英国和美国的租借法案对苏联军事力量产生了非常重要的影响。北极船团驶向由纳粹U型潜艇巡逻的苏联港口。盟军在诺曼底登陆日之前的活动可能只在实际战斗中束缚了少数几个师，但更多的师被迫守卫孤独的海岸，以抵御从未到来的袭击，或者在纳粹控制的整个欧洲部署高射炮。

## 盟军入侵被德国占领的法国

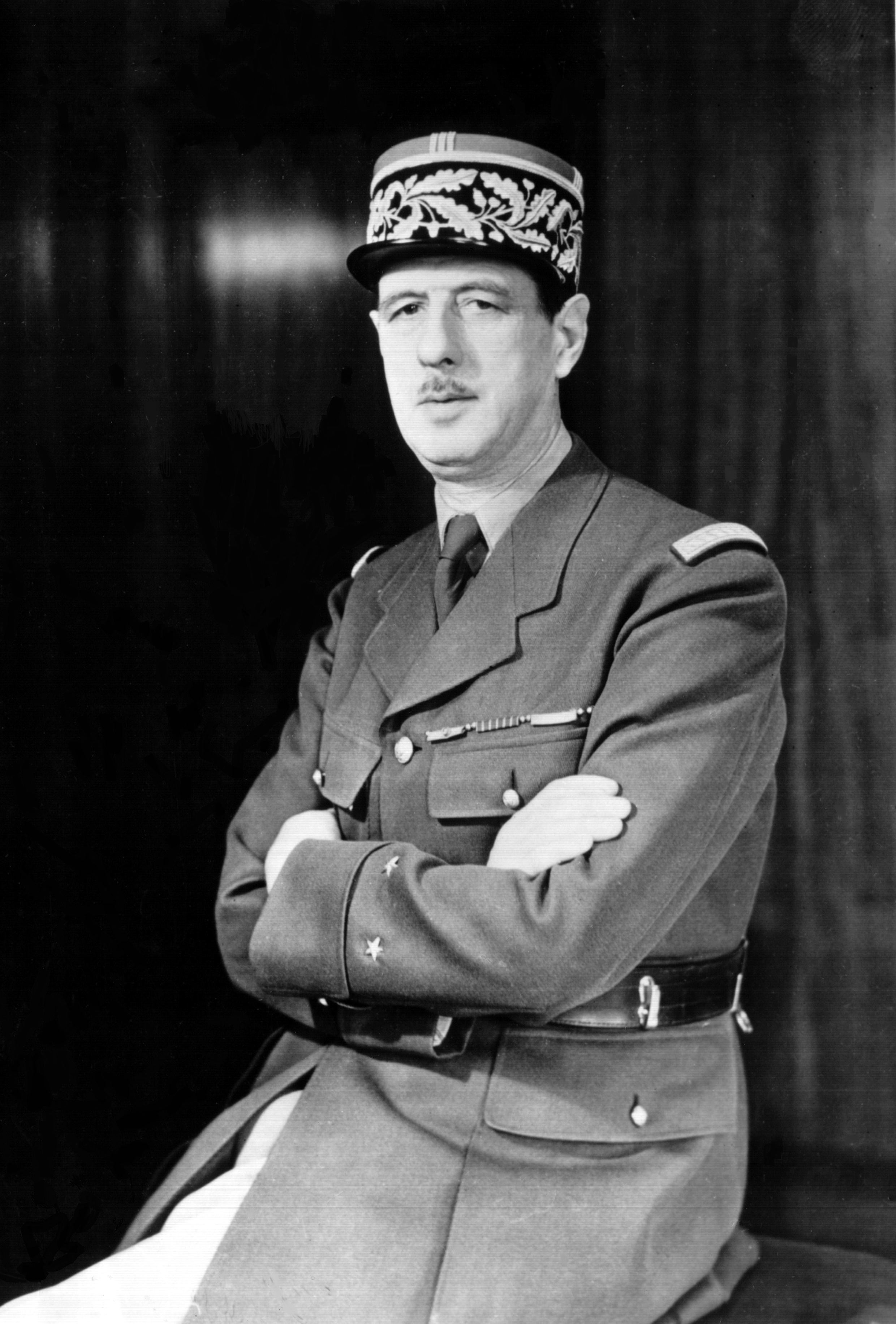
戴高乐将军，反对维希政权的自由法国领导人

在意大利被占领的同时，人们期待已久的对法国的进攻也随之而来。1944年6月6日，霸王行动选择在诺曼底登陆，盟军占领了滩头阵地。随着美国、英国和加拿大军队在诺曼底滩头阵地慢慢集结，德军慢慢消耗殆尽，长达六周的漫长战役接踵而至。当突围终于到来时，场面非常壮观，盟军在几天内迅速占领了整个诺曼底。许多在诺曼底作战的德军被困在法莱斯地区。
对德国基础设施和城市的持续轰炸造成了巨大的伤亡和混乱。在国内，希特勒在多次纳粹内部暗杀中幸存下来。最严重的是1944年7月20日密谋案：由克劳斯·冯·斯陶芬伯格策划，埃尔温·隆美尔和阿尔弗雷德·德尔普等人参与，该阴谋本打算在杀死希特勒的位置放置定时炸弹，但由于一些计划外因素和操作失败，阿道夫·希特勒只受了轻伤。
霸王行动得到了1944年8月15日入侵法国南部的补充，代号为“龙骑兵行动”。到1944年9月，三个盟军集团军在西部与德国编队排成一列。人们乐观地认为，欧洲战争可能在1944年底结束。
市场花园行动（1944年9月17日-1944年9月25日）迫使局势恶化。盟军试图通过空中进攻占领桥梁，为进入德国开辟道路，解放荷兰北部。由于德国兵力比情报部门预测的要重，英國陸軍第1空降師几乎被完全消灭，最终行动失败。
1944年的天气加上盟军的糟糕处境，导致西线局势停滞不前。在許特根森林戰役（1944年9月19日-1945年2月10日）中，美军继续向德国守军猛攻，但只要德军保持防御，盟军就很难迅速前进。
当德国于1944年12月16日发动大规模反攻时，情况发生了变化。阿登攻势，也称突出部之役，德军击退并包围了一些小规模美军。盟军最终成功击退了德国，这是德军在西方战线的最后一次重大进攻。阿登战役于1945年1月27日正式结束。
盟军的最后障碍是莱茵河。1945年3月，它被穿过，通往德国市中心的道路敞开了。德国在西部的最后一支主要部队被包围并困在鲁尔区。

## 欧洲战争的结束

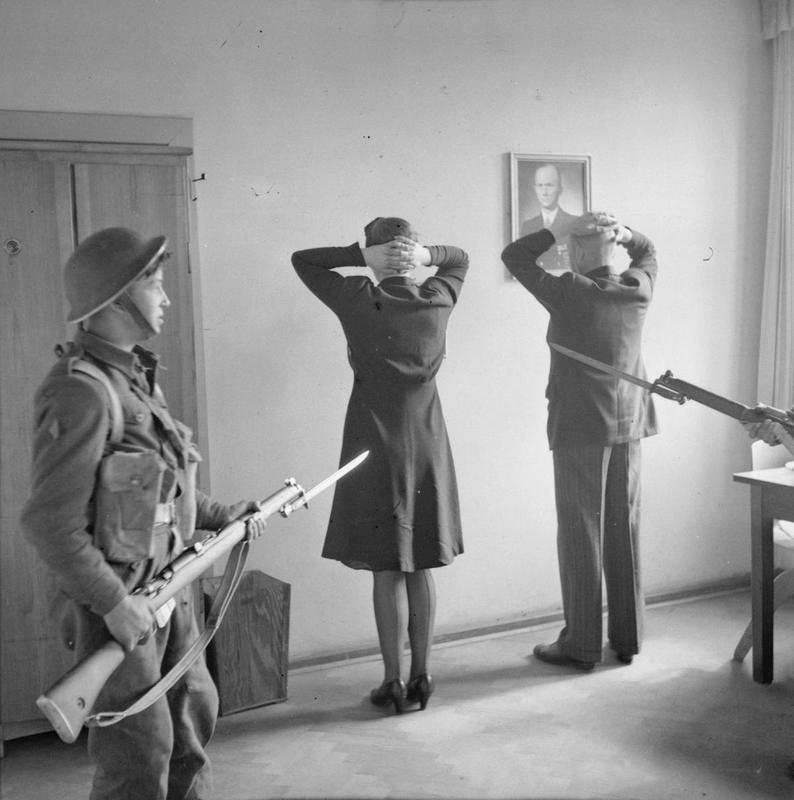
1945年5月英軍逮捕弗伦斯堡政府成员，總統鄧尼茨肖像可見於背景中

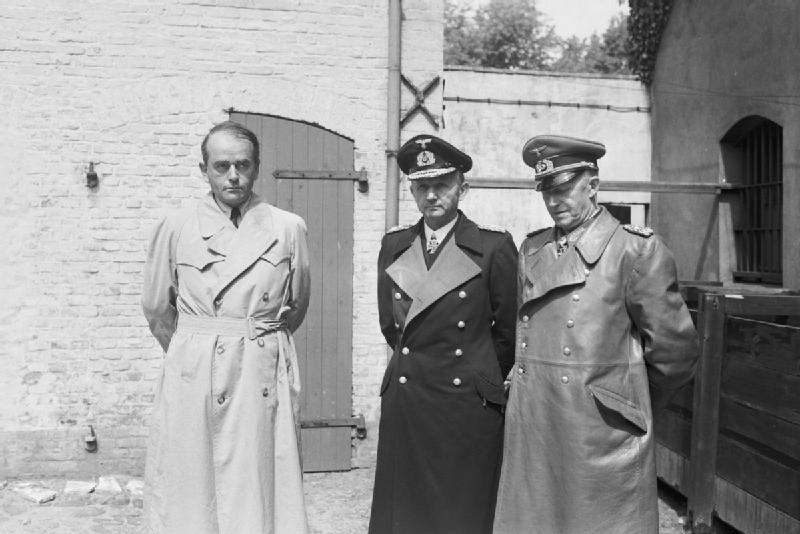
弗伦斯堡政府領導人：裝備與軍火部長施佩尔（左）、德国總統邓尼茨和德军最高統帥部部長约德尔（右）

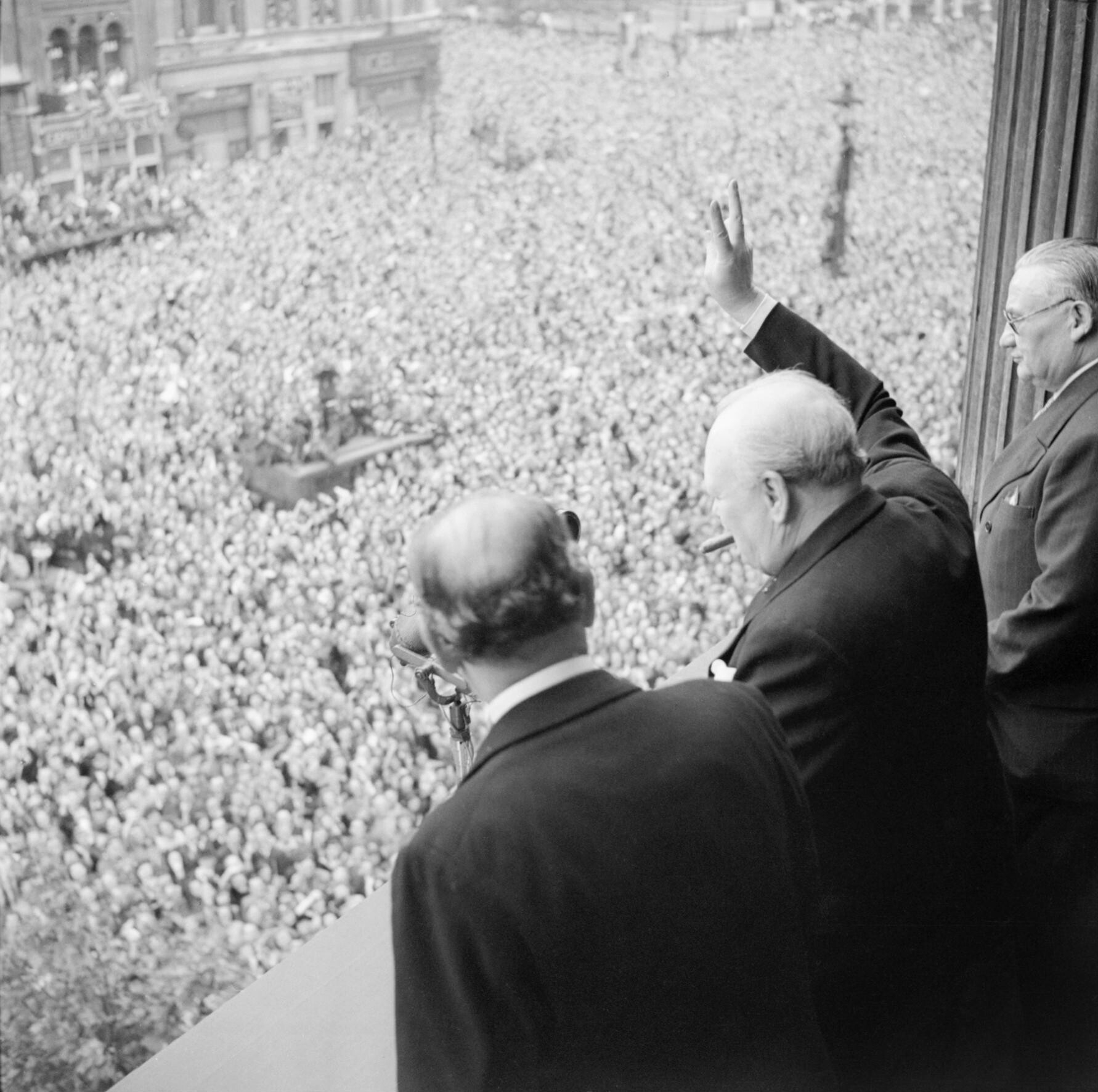
温斯顿·丘吉尔在欧洲胜利日向伦敦的人群挥手致意

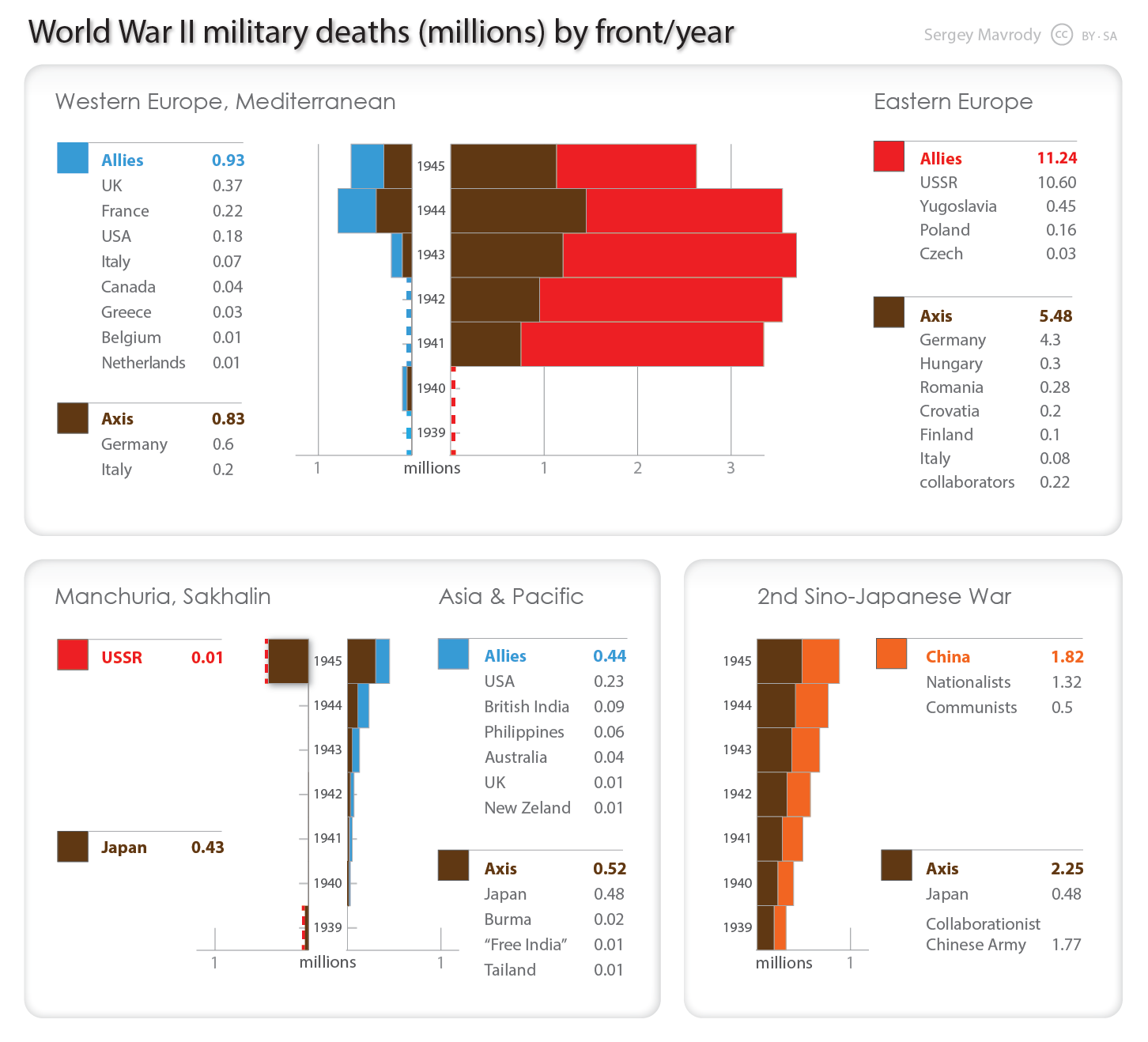
按战区划分的欧洲和亚洲第二次世界大战军人死亡人数，年

1945年4月27日，当盟军逼近米兰时，墨索里尼被意大利游击队俘虏。他当时正试图逃离意大利前往瑞士，与一个德国防空营同行。4月28日，墨索里尼和其他几名与他一起被俘的法西斯分子被带到栋戈，并被行刑队处决。尸体随后被送往米兰，并被随意地挂在一个加油站前。
希特勒得知墨索里尼的死讯后，意识到末日终于来临了。他留在了摇摇欲坠的纳粹德国首都柏林，即使这座城市被苏军包围，柏林战役也在进行。4月30日，阿道夫·希特勒和妻子爱娃·布劳恩在地堡自杀，以避免被苏联军队俘虏。希特勒在他的遗嘱中任命海军元帅卡尔·邓尼茨为德国總統。但德国在“弗伦斯堡政府”统治下只坚持了七天。1945年5月8日，邓尼茨无条件向盟军投降，但仍有德军继续在其它地区作战，一直到5月11日。
1945年6月5日，盟军签署了《柏林宣言》，正式接管了德国的最高权力，宣布德国无条件投降，纳粹德国政权灭亡。